# 朴美賢
朴美賢（韓語：박미현，1971年8月4日—），韓國女演員。

## 演出作品

### 劇集
- 2019年：tvN《自白》飾演 羅法官（EP1-3）
- 2019年：tvN《深淵》飾演 金靜熙
- 2019年：OCN《Watcher》飾演 趙賢京
- 2020年：JTBC《夫婦的世界》飾演 孔志哲的妻子（EP7-11、14）
- 2020年：KBS2《Born Again》飾演 尹貞熙
- 2020年：KBS2《出師表》飾演 孫恩實
- 2020年：tvN《惡之花》飾演 張英姬（EP6、7）
- 2020年：tvN《秘密森林2》飾演 朴光洙的妻子
- 2020年：tvN《青春紀錄》飾演 正河的母親
- 2020年：KBS2《Drama Special—戀愛的痕跡》飾演
- 2021年：JTBC《Law School》飾演 韓惠京[4]
- 2021年：Netflix《D.P：逃兵追緝令》飾演 安俊浩的媽媽
- 2021年：tvN《海岸村恰恰恰》飾演 劉楚熙媽媽（EP14）
- 2021年：tvN《Hometown》飾演 金京淑[5]
- 2021年：SBS《那年，我們的夏天》飾演 鄭景熙（EP9、10、15、16）
- 2022年：Netflix《少年法庭》飾演 姜源中的妻子（EP6、7）
- 2022年：KBS2《由零開始愛上你》飾演 朴太陽的媽媽
- 2022年：tvN《O'PENing—巴別綜合症》飾演 金福子
- 2022年：JTBC《愛情的理解》飾演 沈慶淑
- 2023年：Netflix《D.P：逃兵追緝令2》飾演 安俊浩的母親
- 2023年：Netflix《精神病房也會迎來清晨》飾演 朴秉熙的母親[6]
- 2024年：WATCHA《美娜，又換了頭像？》飾演 美娜媽媽
- 2024年：ENA《夜限照相館》飾演 孤兒院院長（EP2）
- 2024年：MBC《白雪公主非死不可》飾演 李在熙
- 2024年：MBC《如此親密的背叛者》飾演 金敬美（EP5）
- 2024年：KBS2《Face Me》飾演 吳英淑
- 2024年：Netflix《魷魚遊戲2》飾演 姜曉的母親（EP2）
- 2025年：Coupang Play《新烏托邦》飾演 英珠母親
- 2025年：Netflix《惡緣》飾演 朴東植的教會朋友
- 2025年：Netflix《吞金》飾演 珉商團家中的僕人
- 2025年：Disney+《血謎拼圖》飾演 洪拉恩

### 電影
- 1995年：《美麗青年全泰壹》
- 1997年：《壞電影》飾演 背叛的女孩
- 1998年：《Wannabe（워너 비）》短篇
- 2000年：《處女心經（朝鲜语：오! 수정）》飾演 寡婦
- 2001年：《好羅曼史（굿 로맨스）》短篇 飾演 美賢
- 2002年：《四字成語-牧草獵人們（사자성어-마초 사냥꾼들）》短篇 飾演 女同性戀者
- 2003年：《鬼魅》飾演 親生母親
- 2003年：《跟他說你想跟我睡（나랑 자고 싶다고 말해봐）》短篇 飾演 妻子
- 2004年：《鮮血染紅的世界地圖（피로 물든 세계지도）》短篇 飾演 女子
- 2005年：《山茶花—山茶花姑娘（동백꽃-동백아가씨）》短篇 飾演 女子
- 2006年：飾演 美賢
- 2006年：《愛，不悔》飾演 餐廳經理
- 2007年：《銀河解放前線（朝鲜语：은하해방전선）》飾演 崔代表
- 2008年：《蘋果（朝鲜语：사과 (2008년 영화)）》飾演 賢靜的朋友
- 2009年：《那天之後》飾演 美賢
- 2009年：《黃金時代—不安（황금시대-불안）》短篇 飾演 妻子
- 2010年：《逃走》飾演 美賢
- 2011年：《孩子們...（朝鲜语：아이들...）》飾演 元吉母親
- 2011年：《如果你是我（朝鲜语：시선 너머）》飾演 俊英母親
- 2011年：《晚秋》飾演 吉順
- 2011年：《九川裡村莊宴會（朝鲜语：구천리 마을잔치）》短篇 飾演 里長信愛
- 2012年：《馬屁王》飾演 阿姨
- 2013年：《幻想中的你》飾演 護士長
- 2014年：《新村活屍漫畫》飾演 媽媽
- 2014年：《夜間飛行》飾演 容洙／永俊母親
- 2014年：《失業女王聯盟》飾演 慶俊媽媽
- 2014年：《野餐》短篇 飾演 媽媽
- 2015年：《少年的你, Better Days》短篇 飾演 媽媽
- 2019年：《沒有你的生日》飾演 超市收銀員
- 2020年：《我死去的那天》飾演 家政幫手
- 2022年：《局中局》飾演 密室殺人案發酒店的前台職員
- 2023年：《燕子》飾演 車恩淑
- 2023年：《告白的那一天》飾演 世美的母親
- 2023年：《我的血腥戀人》飾演 閔裕貞
- 2024年：《Strike!娜英（英语：Dolphin (film)）》飾演 美淑
- 2025年：《夢境》飾演 賢美

### 話劇
- 1997年：《Kiss（키스）》[7]
- 2007年：《愛情劇（멜로드라마）》
- 2008年：《春川那裡（춘천 거기）》
- 2013年：《重金屬女孩樂團（헤비메탈 걸스》
- 2018年：《閔賽綸—基督教徒（민새롬-크리스천스）》

## 外部連結
- 朴美賢的Instagram帳戶
- 朴美賢在NAVER上的资料
- 朴美賢在Daum上的资料
- 朴美賢在韩国电影数据库（KMDb）上的資料（韓語）